# Charles Ollivon
Charles Ollivon (Saint-Pée-sur-Nivelle, 11 maggio 1993) è un rugbista a 15 francese che gioca nel ruolo di terza linea nel Tolone.

## Biografia
Ollivon iniziò a giocare a rugby all'età di quattro anni a Saint-Pée-sur-Nivelle, città basca di cui è originario. Tifoso della squadra di calcio della Real Sociedad, con tanto di abbonamento per poterne seguire le partite casalinghe, all'età di quindici anni entrò a far parte delle giovanili del Bayonne, club con il quale cominciò poi a giocare a livello professionistico collezionando la prima presenza nel Top 14 2012-13.
Cominciando a giocare più stabilmente in campionato, nel novembre 2014 arrivò anche il debutto con la Francia in occasione di un test match contro le Figi disputato a Marsiglia. A partire dal 2015 Ollivon firmò un nuovo contratto con il Tolone. Nel 2017 subì due infortuni alla spalla sinistra e nel settembre 2018 si infortunò nuovamente nello stesso punto e fu costretto a sottoporsi a un intervento chirurgico, rischiando la fine prematura della propria carriera sportiva. Si riprese completamente dopo la riabilitazione e tornò a giocare nel marzo 2019.
Charles Ollivon fu selezionato dal C.T. Jacques Brunel per disputare la Coppa del Mondo di rugby 2019 e segnò una meta nella partita dei quarti di finale persa 20-19 contro il Galles. Il C.T. francese Fabien Galthié lo nominò nuovo capitano della nazionale durante il Sei Nazioni 2020, nel corso del quale mise a segno due mete nel match di esordio vinto contro l'Inghilterra e una contro l'Italia alla seconda giornata.

## Palmarès
- Challenge Cup: 1
Tolone: 2022-23